# Tadeusz Haręza
 (juin 2014).

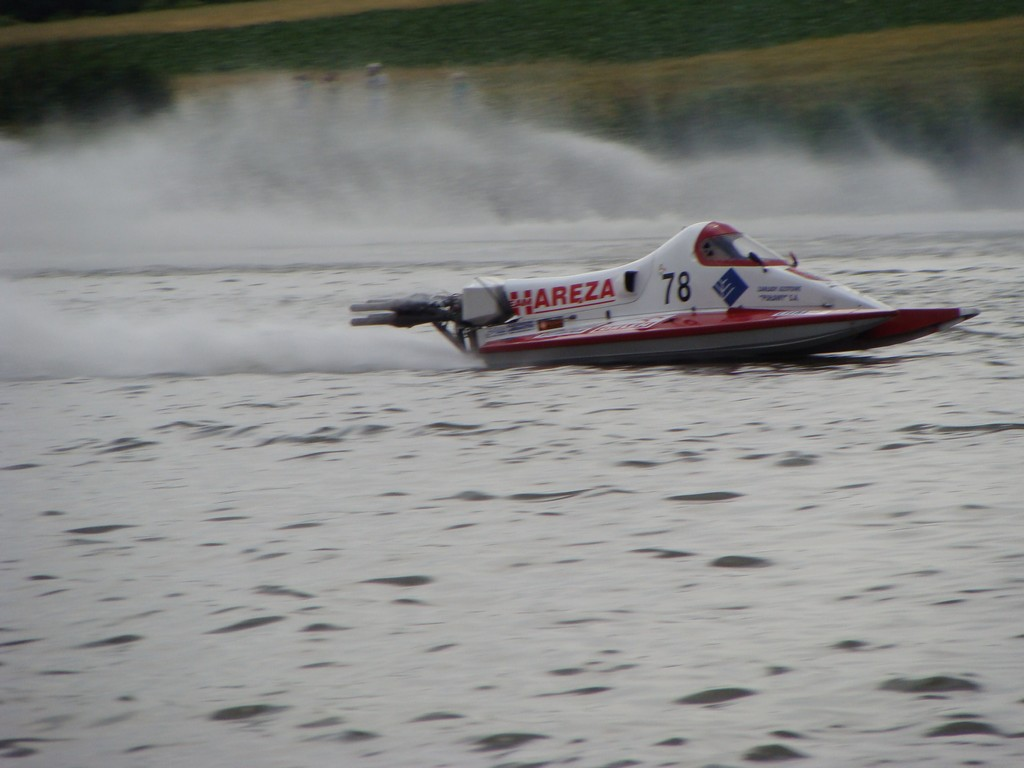
Bateau de Tadeusz Haręza lors du championnat d'Europe dans la classe O-500 à Śrem

Tadeusz Haręza (né le 14 juin 1951) est un pilote motonautique polonais. Il est quadruple champion du monde et triple champion d'Europe.

## Palmarès

### Championnats du monde
- 1993 :  médaille de bronze classe O-700
- 1995 :  médaille d'or  classe O-700
- 1996 :  médaille d'or  classe O-500
- 1997 :  médaille d'or  classe O-700
- 1998 :  médaille d'or  classe O-700,  médaille de bronze classe O-500
- 2002 :  médaille de bronze  classe O-700
- 2005 :  médaille d'argent classe O-700
- 2006 :  médaille de bronze classe O-500

### Championnats d'Europe
- 1992 :  médaille d'argent classe O-700
- 1994 :  médaille d'or  classe O-700
- 1997 :  médaille d'or  classe O-700,  médaille d'argent classe O-500
- 2000 :  médaille de bronze  classe O-700
- 2001 :  médaille d'argent classe O-700
- 2002 :  médaille d'or  classe O-700
- 2006 :  médaille de bronze classe O-500,  médaille de bronze  classe O-700
- 2008 :  médaille d'argent classe O-500

## Décorations
En 2000 il reçoit la Croix de Chevalier (Krzyż Kawalerski) de l'Ordre Polonia Restituta (Order Odrodzenia Polski).